# Fukuchiyama
Fukuchiyama (福知山市 -shi) é uma cidade japonesa localizada na província de Quioto.
Em 2003 a cidade tinha uma população estimada em 68 227 habitantes e uma densidade populacional de 258,20 h/km². Tem uma área total de 264,24 km².
Recebeu o estatuto de cidade a 1 de Abril de 1937. Na época a população da cidade era de 32 600 habitantes e a sua área era de 61,67 km². Com a incorporação de 11 vilas em 1965 e, em 1966, parte de uma vila, cuja área foi divida com a cidade vizinha de Ayabe, a área da cidade aumentou para 264,24 km². Em 1 de janeiro de 2006 foram incorporados os distritos de Miwa, Yakuno e Ōe, aumentando área de Fukuchiyama para os atuais para 552.57 km².

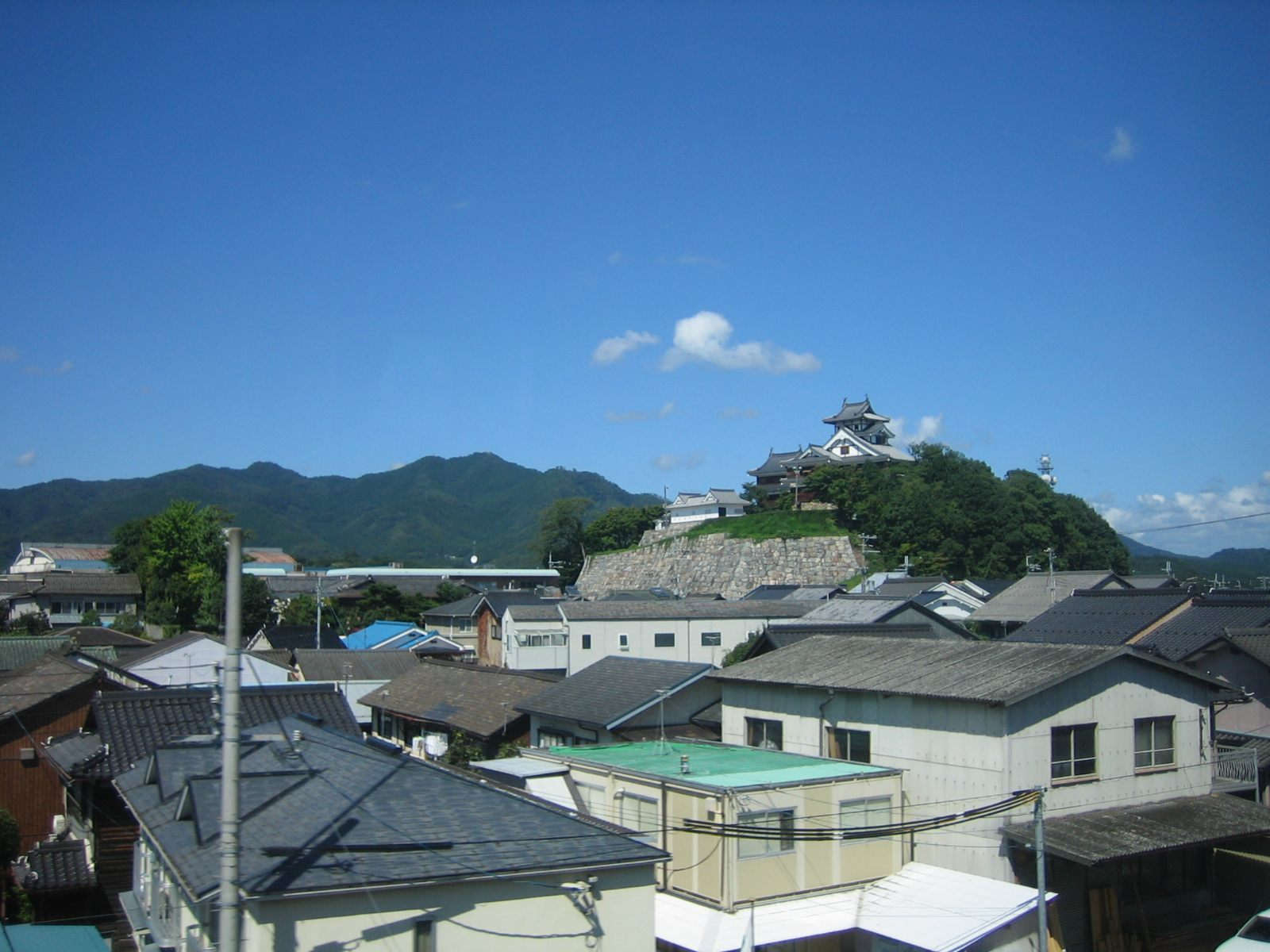
Vista da cidade com o Castelo de Fukuchiyama no fundo.

Como atrações turísticas, a cidade conta com o Castelo de Fukuchiyama, cuja construção foi iniciada em 1580 e concluída em 1600, o onsen (águas termais) de Fukuchiyama e, no verão, as apresentações da Dança de Fukuchiyama (Fukuchiyama odori).